# عائلة دادايان
دادايان هي عائلة أرمنية أرثوذكسية عثمانية اشتهرت بأنشطتها الصناعية داخل الدولة العثمانية. بالإضافة إلى كونهم أصحاب مصانع بارزين (كانت العائلة تحتكر صناعة البارود في الدولة العثمانية لأكثر من قرن)، عمل أفراد العائلة أيضًا كمستشارين سياسيين. كان آل دادايان أيضًا على دراية جيدة بالمصارف العثمانية. وكان أوهانيس بك داديان مدير مصنع البارود في عام 1845. برزت الأسرة خلال القرن التاسع عشر، حيث تحسنت أوضاع الملّة الأرمنيّة الأرثوذكسيّة لتُصبح أكثر طوائف الدولة العثمانية تنظيمًا وثراءً وتعليمًا، وعاشت النخبة من الأرمن في عاصمة الدولة العثمانية حيث تميزوا بالغناء الفاحش وعلى وجه الخصوص العائلات الكبيرة المعروفة آنذاك كعائلة دوزيان وباليان ودادايان حيث كان لهم نفوذ اقتصادي كبير في الدولة.